# Gibson ex Huberman

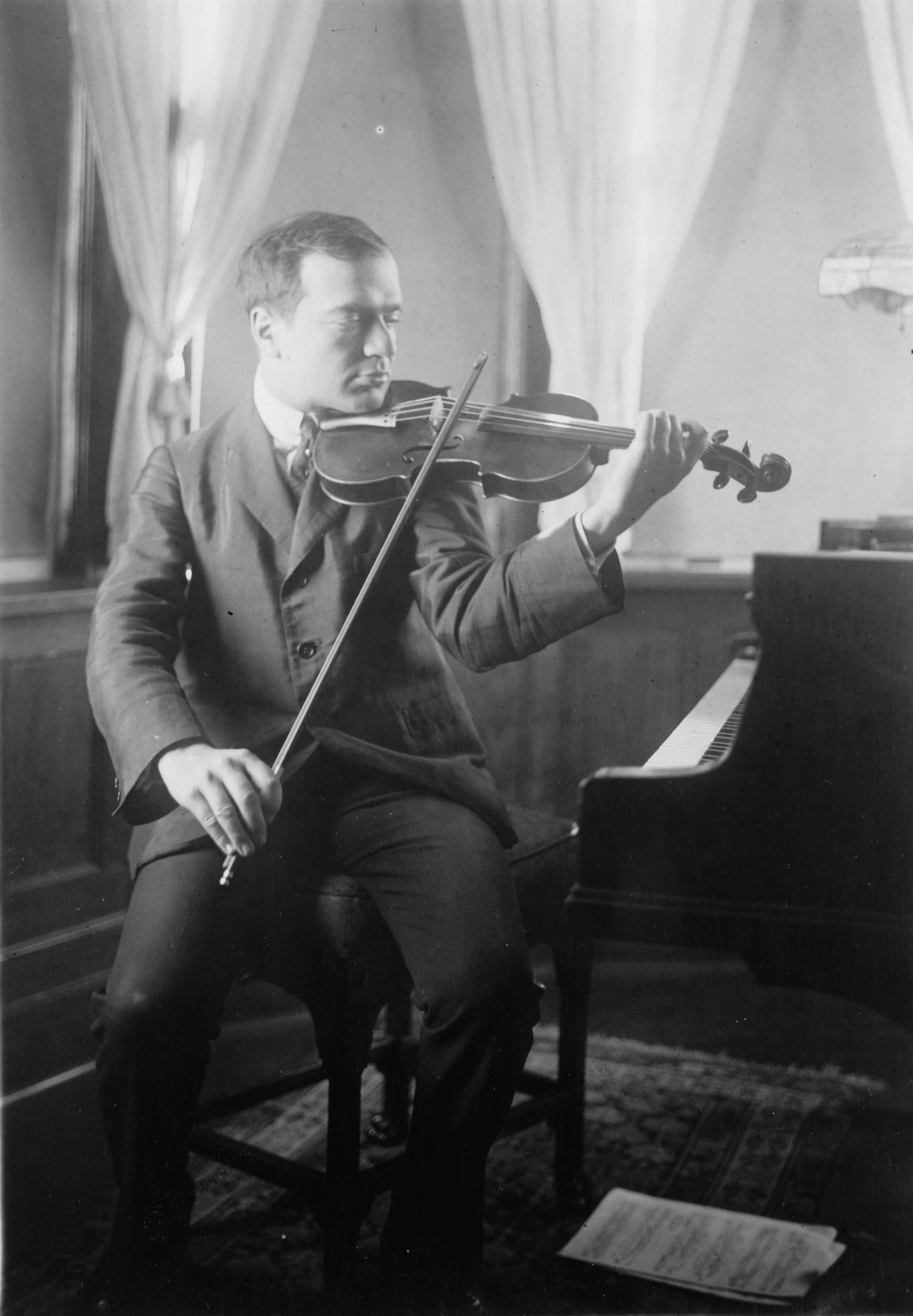
Huberman mit der Gibson

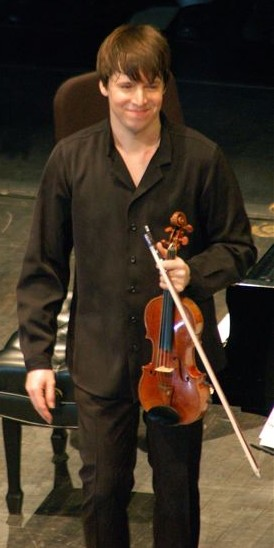
Joshua Bell mit der Gibson ex Huberman (2008)

Die Gibson ex Huberman ist eine Violine, die im Jahre 1713 von Antonio Stradivari gebaut wurde. Die Violine wurde ursprünglich Gibson genannt. Der heutige Name Gibson ex Huberman oder kurz Huberman stammt von einem langjährigen Besitzer, dem Virtuosen Bronisław Huberman, dem das Instrument zweimal gestohlen wurde. Heute wird das Instrument von Joshua Bell gespielt.

## Geschichte
Der erste Diebstahl fand im Jahr 1919 in einem Wiener Hotel statt – damals kam das Instrument bald zu Bronisław Huberman zurück. Zum zweiten Mal wurde die Violine im Jahr 1936 aus der Künstlergarderobe der Carnegie Hall gestohlen, während Huberman einen Stock tiefer auf seiner Guarneri konzertierte. Als Huberman umgehend über den Diebstahl der Stradivari informiert wurde, sagte er angeblich: „Sie ist versichert, machen Sie sich keine Sorgen.“ Tatsächlich zahlte der Versicherer Lloyd’s 30.000 Dollar zur Regulierung des Schadens. Huberman sah das Instrument nie wieder.
Die Stradivari tauchte fast fünfzig Jahre später wieder auf. 1985 gestand der Geiger Julian Altman seiner Frau auf dem Sterbebett, er habe im Jahr 1936 dem Dieb die Violine für 100 Dollar abgekauft. Altman hatte als freiberuflicher Musiker sein Geld mit Auftritten in Restaurants und bei gesellschaftlichen Veranstaltungen verdient. Altmans Witwe Marcelle Hall beschrieb ihn als Frauenhelden und Spieler. In einem Interview meinte sie: „Vielleicht hat er dieses eine Mal in seinem Leben die Wahrheit gesagt.“ Sie übergab das Instrument 1987 an Lloyd’s und erhielt dafür einen hohen „Finderlohn“.
Wahrscheinlich war Altman, der sein Leben lang auf der Stradivari spielte, selbst der Dieb gewesen. So stellte es auch seine Witwe später vor Gericht dar. Altman hatte sich jedenfalls Mühe gegeben, den Wert der Violine zu verbergen, indem er ihren Lack mit Schuhcreme überdeckte. Marcelle Hall wurde im Jahr 1996 selbst des Diebstahls beschuldigt. Sherry Altman Schoenwetter, eine Tochter Altmans aus einer vorigen Ehe, klagte vor Gericht, ihre Stiefmutter hätte die 263.000 Dollar „Finderlohn“ von Lloyd’s nicht für sich allein behalten dürfen, sondern dem hinterlassenen Vermögen des Vaters zurechnen müssen. Zwei Instanzen gaben der Klägerin recht. Marcelle Hall sagte, von dem Geld sei nichts mehr übrig.
Nach der Übergabe an Lloyd’s im Jahr 1987 wurde das Instrument neun Monate lang restauriert. Lloyd’s verkaufte es anschließend für 1,2 Millionen Dollar an Norbert Brainin. Der heutige Besitzer Joshua Bell erstand die Violine im Jahr 2001 zum Preis von etwa 4 Millionen Dollar.